# 34465 Swaminathan
34465 Swaminathan è un asteroide della fascia principale. Scoperto nel 2000, presenta un'orbita caratterizzata da un semiasse maggiore pari a 2,8575128 au e da un'eccentricità di 0,0714507, inclinata di 6,10876° rispetto all'eclittica.